# Magnes (Komödiendichter)
Magnes (altgriechisch Μάγνης Mágnēs) war ein antiker Dichter der Alten Komödie, der im 5. Jahrhundert v. Chr. wirkte. Er ist einer der ältesten namentlich bekannten Komödiendichter. Aristoteles führte in seiner Poetik Chionides und Magnes als erste Komödiendichter an. An den Dionysien soll er elf Mal den Sieg errungen haben, von denen Siege in den Jahren 472 und 471 v. Chr. bezeugt sind. In der Parabase der Komödie Die Ritter des Aristophanes wird er für seine Vielseitigkeit gelobt. Bereits in alexandrinischer Zeit war kein Stück mehr erhalten, jedoch wurden ihm neun Titel zugeschrieben. Allein dem Titel nach sind die Stücke Die Barbitonspieler (altgriechisch Βαρβιτισταί Barbatistai), Die Frösche (altgriechisch Βάτραχοι Batrachoi), Die Vögel (altgriechisch Ὄρνιθες Ornithes) und Die Feigengallwespen (altgriechisch Ψῆνες Psēnes) bekannt. Von den Komödien Dionysos 1 und 2 (altgriechisch Διόνυσος α’ β’), Die Lyder (altgriechisch Λυδοί Lydoi), Die Grasrupferin (altgriechisch Ποάστρια Poastria) und Pytakides (altgriechisch Πυτακίδης Pytakidēs) sind kurze Fragmente erhalten. Daneben sind zwei sehr kurze Fragmente aus unbekannten Stücken überliefert.